# Gare de Takatsuki-shi
La gare de Takatsuki-shi (高槻市駅, Takatsukishi eki) est une gare ferroviaire située à Takatsuki, dans la préfecture d'Osaka au Japon. Elle est exploitée par la compagnie Hankyu.

## Situation ferroviaire
La gare de Takatsuki-shi est située au point kilométrique (PK) 20,6 de la ligne Kyoto.

## Histoire
La gare est inaugurée le 16 janvier 1928.

## Services aux voyageurs

### Accueil
La gare dispose d'un bâtiment voyageurs, avec guichet, ouvert tous les jours.

### Desserte
- Ligne Kyoto :
  - voies 1 et 2 : direction Kyoto-Kawaramachi et Arashiyama
  - voies 3 et 4 : direction Osaka-Umeda

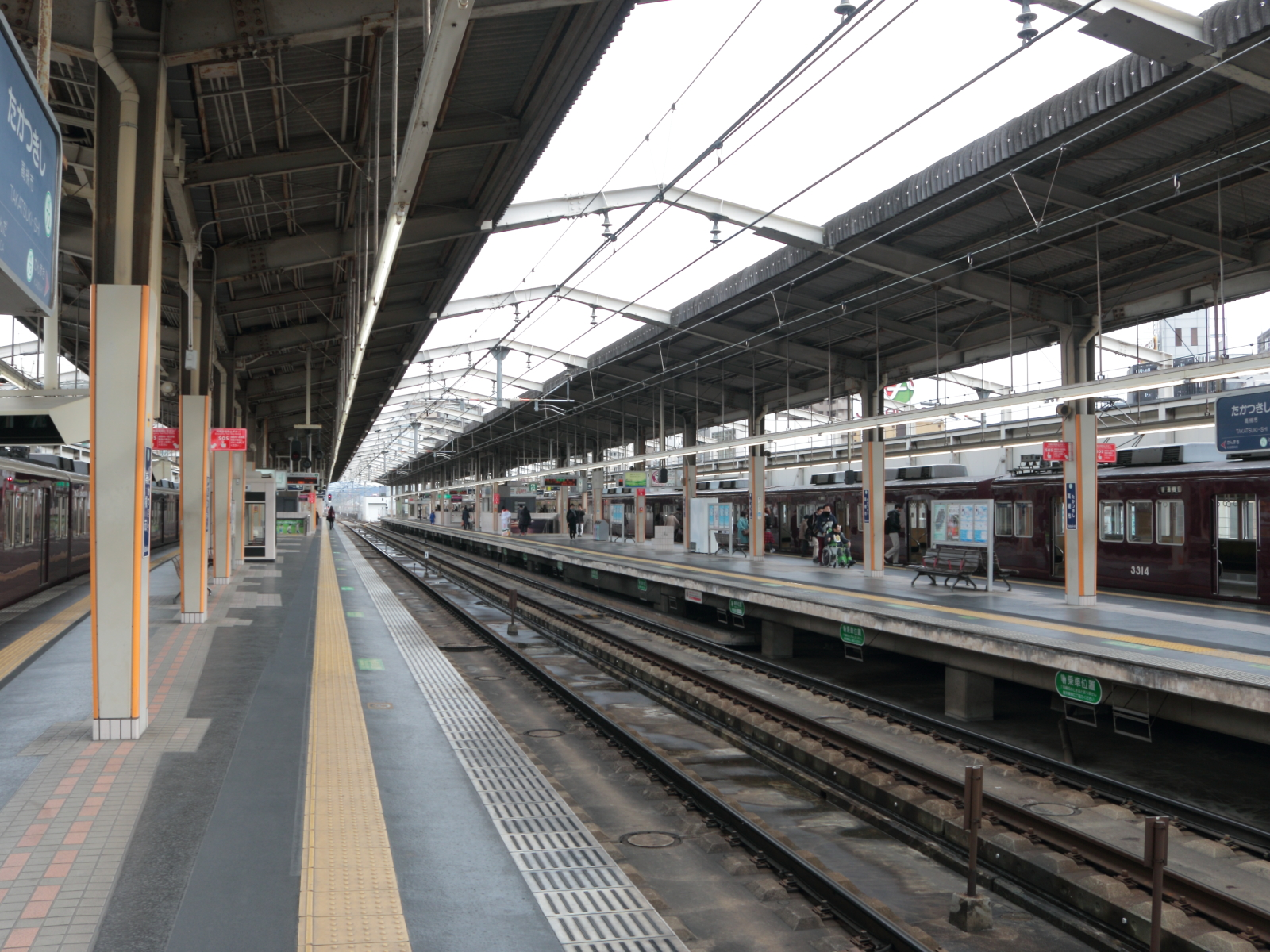
Quais de la gare.

Une gare surélevée avec deux quais à quatre voies de style insulaire qui permettent l'évacuation.
*Les deux voies intérieures (2 et 3) sont les voies principales et les deux voies extérieures (1 et 4) sont les voies secondaires.

## Situation d'utilisation
En 2021, le nombre de personnes embarquant et débarquant un jour donné était de 58 490.

## Autour de la gare
La gare est bordée de petites et moyennes boutiques.
- Gare de Takatsuki (JR)